# Tipula (Sinotipula) gregoryi
Tipula (Sinotipula) gregoryi is een tweevleugelige uit de familie langpootmuggen (Tipulidae). De soort komt voor in het Palearctisch en Oriëntaals gebied.